# ريب أوليفر
ريب أوليفر (بالإنجليزية: Rip Oliver)‏ هو مصارع محترف أمريكي، ولد في 6 أكتوبر 1952 في هوموساسا ‏ في الولايات المتحدة.

## روابط خارجية
- ريب أوليفر على موقع CageMatch worker (الإنجليزية)